# 柳比沙·斯帕伊奇
柳比沙·斯帕伊奇（羅馬化：Ljubiša Spajić，1926年3月7日—2004年3月28日），塞尔维亚男子足球运动员。他曾代表南斯拉夫国奥队参加1956年夏季奥林匹克运动会足球比赛，获得一枚银牌。